# Keri Lynn Pratt
Keri Lynn Pratt (Concord, Nuevo Hampshire; 23 de septiembre de 1978) es una actriz de cine y televisión estadounidense. Es conocida por su papel de Missy Belknap en Jack & Bobby o como Dee Vine en Drive Me Crazy, que fue su papel debut.

## Biografía
Pratt fue una estudiante de la Academia de Baile Hampstead, y después de graduarse comenzó su carrera en el Centro de Baile de Broadway. Ha estado como invitada en series como CSI: Crime Scene Investigation, en la temporada 1, en el episodio 22: "Evaluation Day" y en la temporada 6 en el episodio 19: "Spellbound" como Anna Leah, ER, en House M. D. en la temporada 2 en episodio 14: "Sex Kills" como Amy Errington, Bones en temporada 2 en episodio 5: "The Truth In The Lye" como Chloe, Veronica Mars, Law and Order: Special Victims Unit, Nip/Tuck, 7th Heaven, That '70s Show, y Sabrina, the Teenage Witch. En 2006 apareció en cuatro episodios del show de ABC Brothers & Sisters, como una interna de los personajes de Calista Flockhart y Josh Hopkins.
Pratt, que nació en Concord, Nueva Hampshire, se graduó de la Academia Pinkerton en Derry. Fue Miss New Hampshire Teen USA en 1994 y compitió en Miss Teen USA 1994.
En julio de 2008, Pratt fue elegida como Kristy en la película de 2009 I Hope They Serve Beer In Hell.
El 25 de julio de 2010, se reveló en la sala de prensa de Comic Con, que Pratt interpretará a Cat Grant en la temporada 10 de Smallville.

## Filmografía
| 2011      | Bad Actress                    | Topanga Pillage                      |                         |               |      |                        |
| 2010-2011 | Smallville                     | Cat Grant                            |                         |               |      |                        |
| 2009      | I Hope They Serve Beer in Hell | Kristy                               |                         |               |      |                        |
| 2007–2008 | The Mark of Desire (Serie)     | Mary Clarity Santibaills (Principal) |                         |               |      |                        |
| 2006      | The Surfer King                | Katie                                |                         |               |      |                        |
| 2006      | House M. D.                    | Amy                                  | Temporada 2 Episodio 14 |               |      |                        |
| 2005      | Campus Confidential            | Cornelia Nixon                       | Película de televisión  | law and orden | jole | temporada 7 capítulo 9 |
| 2004      | Fat Albert                     | Heather                              |                         |               |      |                        |
| 2002      | A Midsummer Night's Rave       | Debbie                               |                         |               |      |                        |
| 2002      | They Shoot Divas, Don't They?  | Jenny                                | Película de televisión  |               |      |                        |
| 2002      | Dead Above Ground              | Kelly 'Kel' Britton                  |                         |               |      |                        |
| 2001      | America's Sweethearts          | Leaf Weidmann                        |                         |               |      |                        |
| 2000      | Cruel Intentions 2             | Cherie Claymon                       |                         |               |      |                        |
| 2000      | The Smokers                    | Lisa Stockwell                       |                         |               |      |                        |
| 1999      | Drive Me Crazy                 | Dee Vine                             |                         |               |      |                        |